# Lollards
Les Lollards sont les membres ou sympathisants d'un mouvement de contestation religieuse et sociale, initié en Angleterre à la fin du XIVe siècle par le théologien John Wyclif, et poursuivi par son disciple John Ball. À ce titre, les lollards sont des précurseurs de la Réforme protestante. Accusés d'hérésie par les autorités de l'Église catholique, ils furent durement réprimés.

« De quel droit ceux qui s'appellent seigneurs, dominent-ils sur nous ? À quel titre ont-ils mérité cette position ? Pourquoi nous traitent-ils comme des serfs ? Puisque nous descendons des mêmes parents, Adam et Ève, comment peuvent-ils prouver qu'ils valent mieux que nous, si ce n'est qu'en exploitant nos labeurs, ils peuvent satisfaire leur luxe orgueilleux ? »

— John Ball
Henri Denis, dans son Histoire de la Pensée Économique, fait de la fameuse citation de John Ball la devise du mouvement des Lollards :

« Alors qu'Adam bêchait
et qu'Ève filait,
où donc était le gentilhomme ? »

— John Ball

## Origine du mot
Lollards semble venir du moyen allemand lollaert, dont la racine lullen signifie marmonner, chantonner à voix basse. Une autre hypothèse rattache ce nom à Walter Lollard, un prédicateur vaudois.
L'appellation de Lollards fut d'abord attribuée à certains groupes d'Europe continentale (Hollandais) suspectés de cacher des croyances hérétiques sous couvert de dévotion, mais après 1382, elle fut attribuée aux partisans de John Wyclif, auxquels elle resta attachée.

## Histoire

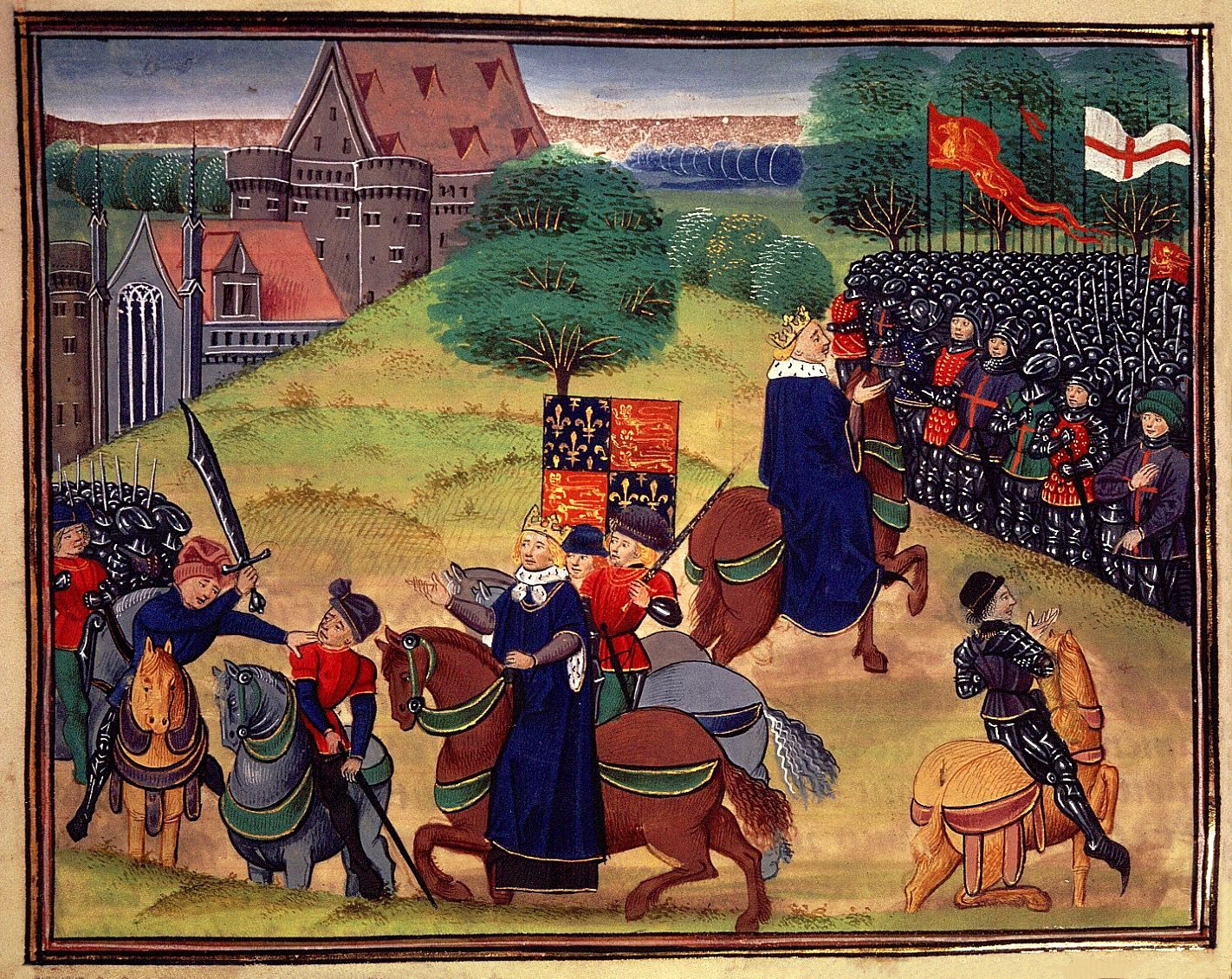
Richard II écrase la révolte de Wat Tyler

Le premier groupe de Lollards se forme à Oxford autour de Nicolas Hereford, docteur en théologie. Le mouvement Lollard attire dans ses rangs des universitaires, des artisans, des marchands et même quelques lords, tel John Montagu.
- 1377 : les thèses de Wyclif sont condamnées par le Pape[1].
- 1381 : sans y participer, ils contribuent par leurs prédications à une révolte des paysans[1] dans le Sussex et le Kent. Nobles et clercs sont massacrés. Londres est envahi. Cette révolte est durement réprimée par Richard II.
- 1382 : bible entière traduite, pour la première fois, dans la langue vernaculaire de l'Angleterre[1]. Les Lollards veulent la pratique d'une foi simple et « évangélique » : tout homme doit avoir le libre accès aux Écritures dans sa propre langue[1].
- 1384 : mort en disgrâce de Wyclif[1].
- 1395 : requête des Douze Conclusions demandant au parlement l'abolition du célibat des prêtres et du dogme de la transsubstantiation[1]; à ces revendications s'ajoutent l'abandon des prières pour les morts, des offrandes faites aux images, de la confession et de plusieurs autres pratiques considérées comme des abus de l’Église catholique romaine.
- 1399 : avènement d'Henri IV, vague de répression contre l'hérésie[1]. Thomas Arundel, l'archevêque de Cantorbéry est l'adversaire le plus déterminé des Lollards.
- 1401 : le décret De haeretico comburendo les condamne au bûcher. Le premier martyr Lollard, William Sawtrey, prêtre à Saint Syth’s de Londres, est brûlé le 26 février quelques jours après cet événement.
- 1414 : soulèvement lollard dirigé par John Oldcastle, rapidement écrasé par Henri V.
- 1417 : mort de Sir John Oldcastle. Les Lollards sont contraints à la clandestinité[1].
- 1440 : exécution du dernier intellectuel ayant défendu publiquement les thèses lollardes[1]. Leur influence se maintient néanmoins dans les campagnes au-delà des années 1500.

Ce mouvement annonce certaines idées de la Réforme protestante notamment la traduction de la bible et dispose favorablement l'opinion à accueillir la séparation de l'Église d'Angleterre d'avec Rome, décidée par Henri VIII en 1534.

## Littérature
- La révolte de 1381 est mise en scène par Shakespeare dans Richard II.